# Hard Luck (pel·lícula de 1921)
Hard Luck és una pel·lícula de comèdia muda estatunidenca de dos rodets del 1921 protagonitzada per Buster Keaton. Fou escrita i dirigida per Keaton i Edward F. Cline. Té una durada de 22 minuts. Durant seixanta anys va ser l'única pel·lícula perduda de Keaton fins que es va reconstruir parcialment el 1987, amb l'escena final crítica, que Keaton va anomenar la més gran escena de riure de la seva carrera, encara desapareguda. Més tard es va descobrir en una impressió d'arxiu rus, i ara la pel·lícula completa està disponible.

## Argument
Buster interpreta un jove amb mala sort que decideix suïcidar-se després de perdre la feina i la seva noia. Després de diversos intents ineptes d'acabar amb la seva vida —i reforçat amb whisky disfressat de verí—, s'uneix a una expedició per capturar un armadillo. A mesura que avança la pel·lícula, es troba cada cop més segur a través d'una sèrie d'aventures (com la pesca i la caça de guineus). Però la confiança es converteix en la seva perdició quan perd la piscina en una immersió des d'un tauler alt i colpeja el terra a l'altre costat amb tanta força que desapareix en un forat. Uns anys més tard, un Buster vestit d'asiàtic surt del forat de la piscina ara seca i deserta seguit d'una dona xinesa i tres fills petits.

## Repartiment
- Buster Keaton - Noi suïcida
- Virginia Fox - Virgínia
- Joe Roberts - Lizard Lip Luke
- Bull Montana - el marit de Virginia (sense acreditar)